# 1981 en Catalogne
 Chronologie de la Catalogne
- 1977
- 1978
- 1979
- 1980
- 1981
- 1982
- 1983
- 1984
- 1985

Catte page recense des événements qui se sont produits durant l'année 1981 en Catalogne.